# Приморский парк (Лиепая)
Примо́рский парк в Ли́епае (латыш. Jūrmalas parks) — крупнейший искусственно созданный парк на береговой полосе Балтийского моря, простирающийся от Южного мола до Юго-Западного жилого района города Лиепаи. Парк длиной в 3 километра занимает 50 гектаров, в нём произрастает 140 местных и интродуцированных видов деревьев.
Созданный в XIX веке, парк сегодня включает футбольные и баскетбольные поля, детскую игровую площадку, теннисный корт, концертный зал «Pūt, vējiņi!», летнее кафе и поле для мини-гольфа. В его создании использованы не только зелёные насаждения, но и малые формы архитектуры и фонтаны.

## История создания
Портовый город Либау в первой половине XIX века быстро развивался: сообщение между южной и северной частями города улучшилось после постройки деревянного моста (1830) через Морской канал-гавань (ныне Торговый канал), защищённого от весеннего ледохода пятью деревянными ледоломами (1838). Ещё в конце XVIII века в городе были открыты серные источники для ванн, а в 1830 году Либау посетили 300 отдыхающих из-за границы. В 1834 году на морском побережье открылось частная купальня Мерби с холодными и горячими морскими ваннами.
19 августа 1840 года по решению правительства, поддержанного императором России Николаем I, началось строительство шоссе в столицу Курляндской губернии, Митаву. Историк Александр Вегнер (Alexander Wegner; 1863—1926) в книге «Geschichte der Stadt Libau» (1898) сообщил, что первые пять вёрст шоссе до Гробини были торжественно открыты 23 сентября 1841 года. В 1842 году у дороги появился павильон «в швейцарском стиле» с рестораном и концертным залом.
К югу от канала в 1843 году началось создание Городского парка: была вырыта дренажная канава и начата разбивка пешеходных дорожек. Ставший директором Департамента военной топографии генерал-майор Павел Алексеевич Тучков руководил созданием новой топографической карты запада империи, на которую 2 апреля 1845 года начали наносить окраину Либау, продолжив эту работу в следующее десятилетие.
После отмены крепостного права в Остзейском крае крестьянам с 1848 года разрешили перебираться в города, что вызвало рост численности населения города и жилищного строительства. Расширяя порт, необходимо было укрепить прибрежные дюны. Альдерман Большой гильдии Карл Готлиб Сигизмунд Улих (Carl Gottlieb Sigismund Ulich; 1798—1880) предложил развивать в городе грязелечение и курортные услуги для изысканной публики. В 1860 году Либау посетил наследник престола, великий князь Николай Александрович, открыв на берегу моря «Николаевское купальное заведение с горячими и холодными морскими ваннами». В 1862 году в порту побывал император Александр II с супругой и семьёй.
На основе топографической съёмки, выполненной в 1868 году капитан-лейтенантом Шульцем, Гидрографический департамент Морского министерства в 1869 году издал «План города Либавы». В 1870 году «Николаевское заведение с горячими морскими ваннами» начало предлагать лечебные услуги: ванны и грязелечение. На месте блуждающих дюн, заливных лугов и кустарников были посажены первые деревья и насаждения Купального парка (нем. Bade Anlagen).
В 1875 году к востоку от шоссе был благоустроен Городской парк, а к западу у павильона устроен регулярный сад, где высадили естественные и экзотические насаждения с оригинальной листвой, имеющие цветовые контрасты. В композиции в стиле эклектики учитывался местный ландшафт — холмы и водные объекты. Равномерный ритм насаждений аллей голландских лип и конских каштанов украсил городские улицы, поддерживая связь между курортной зоной и зеленью площадей, скверов и приусадебных садов.

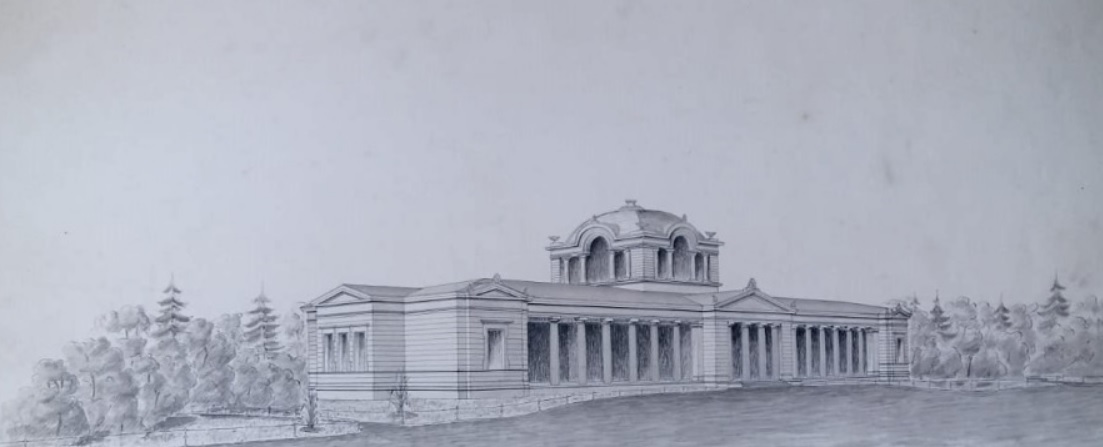
Здание Городского купального заведения, архитектор Пауль Макс Берчи.

Карл Улих в 1878 году был избран городским головой. По его инициативе архитектор Либавы (1871—1902) Пауль Макс Берчи (Paul Max Bertschy; 1840—1911) в 1902 году спроектировал и построил вместо устаревшей купальни монументальное здание Городского купального заведения в стиле эклектики, имевшее симметричный Т-образный план, украшенное колоннадой. Обращённый к парку фронтон украшает лестница, а боковые корпуса связывает галерея, выходящая на пешеходный променад к круглому Лебединому пруду, где на острове была построена ротонда.
В развитии прибрежных дач и вилл Либава опередила Ригу, где Межапарк начали застраивать лишь в 1902 году.
В 1899 году городской трамвай, курсирующий от железнодорожного вокзала в Новой Либаве, обеспечил удобное сообщение с курортом, который продолжал расширяться.
В мае 1903 года в конце Купальной улицы (ныне латыш. Peldu iela) для торжественной встречи прибывающего в Либаву императора Николая II был построен павильон, позднее превращённый в общественное кафе. Здание в 1906 году было сожжено, а на его месте в 1908 году отстроено новое, с добавлением окон и декоративных фасадных элементов в стиле модерн. В советское время Царский павильон стал кафе Banga, но в 1977 году он снова сгорел.
В 1908 году центральную площадку в начале дорожки на Дамский пляж украсили фонтан в стиле модерн и солнечные часы, которые после 1999 года снесли согласно «Концепции развития Приморского парка» архитектора Андриса Кокинса (Andris Kokins).
В 1910—1911 году к проектированию парка был подключён главный рижский садовник Георг Куфальдт, освеживший композицию новыми чужеземными растениями. Вместе с известным цветоводом Симанисом Клеверсом (Sīmanis Klēvers; 1834—1922) и главным садовником города Оскаром Каттерфельдом (Oscar Katterfeld) Куфальдт сформировал необычный, дендрологически богатый ландшафтный парк, разделив его на функциональные зоны для прогулок с детьми, гимнастики и спокойного отдыха.

## Реконструкции парка
В получившей независимость Латвийской республике город, получивший название Лиепая, начали преобразовывать в соответствии с новым генеральным планом, который разрабатывался с 1927 года в Техническом отделе Лиепайского городского совета. Частью генплана стал проект украшения Лиепайского кургауза (нем. Kurhaus, курортный холл) и окрестностей (латыш. Liepājas kūrmājas un apkārtnes izdaiļošanas projekts). В конце бульвара Курмаяс (латыш. Kūrmājas) планировалось построить новое здание кургауза.
В южной части парка Лиепайский спортивный союз рабочих разбил спортивную площадку для международных соревнований (ныне стадион спортобщества «Даугава»), в 1926—1928 годах обнесённую по периметру песчаными валами. В 1928 году возвели концертную эстраду по проекту архитектора Паула Кундзиньша (Pauls Kundziņš, 1888—1983), а в северной части обустроили на канале «Олимпия» место для купания.
Работами в парке руководил главный садовник Оскар Каттерфельд. Предположительно, его консультировал главный садовник Риги того периода, ученик Куфальдта Андрей Зейдакс. В саду объединили ландшафтные и геометрические формы, создав цветовые акценты яркими кустарниками и многолетними цветами на фоне просторной зелёной лужайки. Главный вход Городской спортивной площади был украшен альпинарием в стиле конструктивизма, где цветники, посыпанные гравийной крошкой площадки и пешеходные дорожки на низких прямоугольных террасах из камня образовали симметричную четырёхуровневую композицию.
В 1933 году был перестроен корпус купального заведения, а к павильону достроили террасы для обслуживания отдыхающих.
Здание курортного холла 28 марта 1937 года сгорело и больше не восстанавливалось. В 1937—1938 годах по береговой линии моря был насыпан 7-метровый вал для защиты парка от холодных морских ветров.

## В Советской Латвии
Лиепая как важный промышленный и оборонный центр Латвийской ССР была подвергнута атаке авиации уже в первые часы Великой Отечественной войны. После ожесточённых боёв нацистские войска заняли город, разместив военную технику в Приморском парке, сильно пострадавшем от боевых действий.
В первые послевоенные годы город начал отстраиваться, в 1948 году были разработаны проекты благоустройства парков, бульваров и площадей. В 1949 году в конце Советского проспекта (ныне проспект Курмаяс) была спроектирована площадь с зелёными насаждениями. В Лиепайском леспромхозе создали питомник для подготовки саженцев, и в 1952 году город украсили клумбы, а также 19 100 деревьев и кустарников. Было решено расширить и благоустроить Приморский парк. Расчистке его северной части был посвящён Всесоюзный субботник в апреле 1956 года. С 5 октября по 1 ноября того же года в Лиепае прошли Дни лесов и садов, в ходе которых по замыслу главного архитектора Лиепаи Роберта Витолниекса (1907-?) началась разбивка парка Молодожёнов от Советского проспекта до рыболовецкой артели «Большевик».
16 мая 1958 года в Лиепае открылся Парк культуры и отдыха. Первых отдыхающих принял санаторий «Лиепая» — второй по значимости морской курорт в Латвийской ССР после Юрмалы. Приморский парк продолжали расширять и застраивать: осенью закончилось строительство кинотеатра «Дзинтарс» («Янтарь»). В 1964 году к нему по проекту архитектора Петериса Милзарайса (Pēteris Milzarājs; род. 1935) была пристроена закрытая концертная эстрада «Pūt, vējiņi» («Вей, ветерок!», по названию одноимённой латышской песни) на 1200 зрителей. Главный архитектор Лиепаи (1988—1990) Агрис Паделис-Линс (Agris Padēlis-Līns; род. 1962) с помощью художницы И. Кауке (I. Ķauķe) разработал проект реконструкции концертной эстрады, значительно расширив её территорию.
В Латвийском государственном институте проектирования городского строительства («Латгипрогорстрой») были разработаны проект детальной планировки и эскиз застройки центра (1965, архитектор Ирена Рубауска (Irēna Rubauska; род. 1930)) и проект генерального плана Лиепаи (1966).
Сильным штормом в 1967 году были повреждены насаждения Приморского парка, после чего их возобновляли в соответствии со специально разработанным дендрологическим проектом (1970), автором которого стал главный специалист института «Латкоммунпроект», дендролог, пейзажный архитектор Карлис Баронс (Kārlis Barons; 1912—1996) и дополнила в 1974 году архитектор Ирена Давидсоне (Irēna Dāvidsone).
27 апреля 1977 года в конце Советского проспекта был открыт монумент в память о погибших рыбаках и моряках (архитектор Гунар Асарис, скульптор Альберт Терпиловский (Alberts Terpilovskis; 1922—2002)).
9 сентября 1989 года на пересечении улиц Улиха и Пелду, недалеко от парка, был открыт памятник поэтессе Мирдзе Кемпе (архитектор Ингуна Рибена (Ingūna Rībena; род. 1956), скульптор Лигита Улмане-Франкевича (Ligita Ulmane-Franckeviča; род. 1947)).